# Коношівка
Коно́шівка —  село в Україні, у Бобровицькій міській громаді Ніжинського району Чернігівської області. Розташований у лісі хутір підпорядковується Рудьківському старостинському округу. Станом на 2015 рік постійного населення хутір уже не мав, але деякі власники дворів ведуть господарську діяльність. Найближчий населений пункт — Хомівці.

## Історія
За однією з версій хутір виник після спалення 1854 р. кріпосними селянами цукрозаводу Аркадія Васильовича Кочубея в Бобровиці, коли селян, запідозрених у підпалі, було переселено до лісу, аби використовувати їх на лісових роботах. До речі, завод остаточно припинив своє існування в 1858 році.
1859 року Коношовка, власницький хутір при колодцахъ, мав 7 дворів, де жили 20 чоловіків та 25 жінок.
1892 року - 15 дворів, 94 жителя.
12 червня 2020 року, відповідно до розпорядження Кабінету Міністрів України № 730-р «Про визначення адміністративних центрів та затвердження територій територіальних громад Чернігівської області», увійшло до складу Бобровицької міської громади.
19 липня 2020 року, в результаті адміністративно-територіальної реформи та ліквідації Бобровицького району, увійшло до складу Ніжинського району Чернігівської області.